# إيمان يوسف
إيمان يوسف (مواليد 17 ديسمبر 1992) هي ممثلة ومغنية وكاتبة أغاني وناشطة حقوق إنسان سودانية، اشتهرت بشخصيتها "منى" في فيلم وداعاً جوليا الذي صدر في عام 2023. الفيلم من إخراج محمد كردفاني، وقد حصل على أول ترشيح دولي للسودان في مهرجان كان السينمائي عام 2023، حيث فاز بجائزة الحرية (بالفرنسية: Prix de la Liberté).